# Gaediopsis ocellaris
Gaediopsis ocellaris är en tvåvingeart som beskrevs av Daniel William Coquillett 1902. Gaediopsis ocellaris ingår i släktet Gaediopsis och familjen parasitflugor. Inga underarter finns listade i Catalogue of Life.